# カワサキライディングスクール
カワサキライディングスクールは、兵庫県明石市にある二輪車専門の兵庫県公安委員会指定自動車教習所である。川崎重工グループの一つ。2009年12月をもって閉校した。

## 取得できる免許
- 大型自動二輪車
- 普通自動二輪車
- 小型自動二輪車

## 教習車両
大型二輪
- カワサキ ゼファー750
- スズキ スカイウェイブ650

普通二輪
- カワサキ ZRX-II
- スズキ スカイウェイブ400

小型二輪
- カワサキ エリミネーター125
- スズキ アドレス125

## アクセス
- 山陽電鉄林崎松江海岸駅から徒歩約10分